# Uay chivo
Uay chivo, también se escribe Way chivo o Huay chivo (del maya: Way o Uay: hechicero, transfigurar por encantamiento). Chivo brujo sería en español el término con el que la población de Yucatán se refiere al personaje central de una leyenda que es parte de los mitos y de las creencias mágico-fantásticas de las comunidades mayas de la península de Yucatán.

## Descripción
Es un ente de color negro, enormes cuernos y ojos muy brillantes. Su objetivo es asustar a las personas con su apariencia fantasmagórica. Su costumbre es embestir violentamente a quienes se cruzan en su camino cuando cae la noche.
La idea popular es que hay personas demonizadas que son capaces de convertirse en chivo para atemorizar y presionar a la población en busca de algún fin determinado, normalmente malévolo. La tradición oral de los pueblos en Yucatán hace de estos seres sobrenaturales personajes de historias de toda laya, que involucran a gente del lugar y se refieren a eventos que conciernen a la propia comunidad. Es común que el way chivo haga acto de presencia recurrentemente en los pueblos de la geografía de la península de Yucatán.